# Cukrownia „Pruszcz”
Cukrownia „Pruszcz” – zakład przemysłowy funkcjonujący w Pruszczu Gdańskim (w województwie pomorskim) w latach 1881-2004. Do 2021 była oddziałem Krajowej Spółki Cukrowej S.A. w Toruniu.
Dobrze zachowany zespół budynków cukrowni o powierzchni 19,5 ha stanowi doskonały przykład budownictwa przemysłowego z drugiej połowy XIX wieku i jako taki traktowany jest jako zabytek.
Zbudowana w latach 1879-1880 z inicjatywy i staraniem doktora Hermanna Wiedemanna, lekarza z zawodu, który był wieloletnim dyrektorem cukrowni. W 1880 powstała Spółka Akcyjna Cukrownia „Pruszcz”. Do lat 30. XX wieku cukrownia była systematycznie unowocześniana.

## Kalendarium
- 25 lutego 1880 – utworzenie Spółki Akcyjnej "Cukrownia Pruszcz”, wpisanej do rejestru spółek w Sądzie Gdańskim 31 marca 1880 pod nr. 366
- 4 października 1881 – rozpoczęcie pierwszej kampanii cukrowniczej
- 1904 – przebudowa i modernizacja fabryki przez nowego dyrektora technicznego, Hugo Boettgera
- 1920-1925 – kolejna modernizacja i zyski cukrowni, fabryka staje się własnością H. Boettgera i kilku właścicieli ziemskich, co pozwala na wykupienie akcji cukrowni Nowy Staw i utworzenie spółki korporacyjnej "Danziger Zuckerhandel" GmbH (Gdański Handel Cukrem Sp. z o.o.)
- 1928 – do spółki przystępuje cukrownia Sobowidz i Malbork oraz Stare Pole; utworzono spółkę Vereinigte Zuckerfabrik GmbH, która spowodowała ujednolicenie cen cukru dla całego Wolnego Miasta Gdańska
- lata 30. – kryzys ekonomiczny i częściowe zawieszenie produkcji; utworzenie wytwórni sztucznego miodu, która przetrwała do 1945 r.
- 1937 – zmarł twórca rozwoju cukrowni Pruszcz i cukrownictwa gdańskiego H. Boettger
- 1939-1945 – okres II wojny światowej; w cukrowni byli zatrudnieni jeńcy brytyjscy i kobiety z obozu w Potulicach
- 1945 – zniszczenie fabryki przez wycofujące się wojska niemieckie (w 45%), wysadzenie kominów (głównego i 2 niższych), które zniszczyły kotłownie niskiego ciśnienia, uszkodzenie budynków.
- 28 lutego 1949 – zarządzeniem Ministra Przemysłu i Handlu z dnia 28 lutego 1949 r., wydanym w porozumieniu z Ministrem Skarbu i Prezesem Centralnego Urzędu Planowania, utworzono przedsiębiorstwo państwowe pod nazwą „Zjednoczone Cukrownie Gdańskie”[3].
- czerwiec 2021 – sprzedaż zespołu dawnej cukrowni[1].

Komin Cukrowni Pruszcz został odbudowany już w 1945 roku. Mierzy 72 m wysokości, a jego wierzchołek znajduje się na wysokości 79 m n.p.m.
Aktualnie służy jako maszt dla przekaźników telekomunikacyjnych. Stan komina jest niezadowalający, ma lekkie odchylenie od pionu, nie był od lat odmalowywany.